# Intervalová aritmetika
Intervalová aritmetika je jednou z metod numerické matematiky majících za cíl částečně řešit problém s chybami zaokrouhlení a měření. Její základní jednoduchou myšlenkou je místo každé nepřesné hodnoty udržovat informace o intervalu, v jakém se zaručeně pohybuje. Tedy například místo aby byla v počítači uložena informace, že nějaká naměřená hodnota je zhruba 5, je tam uložena informace, že leží v intervalu mezi 4,83 a 5,17.
Základní aritmetické operace jsou tedy definovány na intervalech, například:
- sčítání: {\displaystyle \left[a,b\right]+\left[c,d\right]=\left[a+c,b+d\right]}
- odčítání: {\displaystyle \left[a,b\right]-\left[c,d\right]=\left[a-d,b-c\right]}
- násobení: {\displaystyle \left[a,b\right]\times \left[c,d\right]=\left[\min \left(a\times c,a\times d,b\times c,b\times d\right),\max \left(a\times c,a\times d,b\times c,b\times d\right)\right]}
- dělení: {\displaystyle \left[a,b\right]/\left[c,d\right]=\left[\min \left(a/c,a/d,b/c,b/d\right),\max \left(a/c,a/d,b/c,b/d\right)\right]}, přičemž do intervalu {\displaystyle \left[c,d\right]} nesmí patřit nula

Při takové definici jsou sčítání i násobení nadále komutativní a asociativní, ovšem není zachována distributivnost.